# 梁堤头站
梁堤头站位于中华人民共和国山东省菏泽市曹县梁堤头镇，是京九铁路的一座火车站，等级为四等站，距北京西站652公里，距常平站1663公里。郑州局集团和济南局集团在本站以北交界。本站及相邻上下行区间均为电气化区段。车站建于1996年，不办理客货运业务，仅办理列车到发、会让与机车换挂工作。